# كارل برونر (سياسي)
كارل برونر هو صحفي وسياسي ألماني، ولد في 12 أبريل 1905 في برلين في ألمانيا، وتوفي في 13 نوفمبر 1951 في نويفيد في ألمانيا. نشط حزبياً في الحزب الديمقراطي الاجتماعي الألماني. وقد انتخب عضو في البوندستاغ الألماني خلال فترته النيابية ‏ (7 سبتمبر 1949 – 13 نوفمبر 1951).